# Герб Касимова
Герб «муниципального образования — городской округ город Каси́мов Касимовского района Рязанской области» Российской Федерации — является официальным символом города Касимова, его достоинства, исторического и административного значения, а также прав органов самоуправления Касимовского городского муниципального образования.
Герб утверждён решением Касимовской городской Думы № 55/5 от 19 мая 1998 года.
Герб внесён в Государственный геральдический регистр под регистрационным номером 290.

## Описание герба
«В лазоревом (синем, голубом) поле– золотое корабельное основание, нос которого увенчан короной, украшенной самоцветами;в золотой левой вольной части со скругленным углом – старинная зеленая княжеская шапка с черной собольей опушкой, над которой золотое украшение («городок») с лазоревым самоцветным камнем. Щит увенчан муниципальной короной установленного образца.»— Положение о гербе

## Описание символики герба
Герб города Касимова представляет собой лазоревый (синий, голубой) геральдический щит, в котором помещено старинное золотое корабельное основание, означающее, что из сего места издревле доставлялись к корабельному строению леса, окружающие город Касимов.
Фигурный нос корабельного основания в напоминание об уникальной истории Касимова («Городца Мещерского»), бывшего в XV—XVII веках центром Касимовского царства, увенчан золотой короной, украшенной самоцветными камнями.
В знак административно-территориальной принадлежности города Касимова к Рязанской области в верхнем геральдически левом (правом от зрителя) углу щита помещена золотая вольная часть (специальный квадрат) со скруглённым углом, в котором — старинная зелёная княжеская шапка, венчающая голову князя в областном гербе. Шапка имеет чёрную соболью опушку, над которой укреплено золотое украшение («городок»), символизирующее «Древо жизни», с лазоревым самоцветным камнем, имеющим цвет гербового щита и означающим драгоценный камень города Касимова в венце Рязанской области.

## История герба
Исторический герб Касимова был Высочайше утверждён 29 мая (9 июня) 1779 года императрицей Екатериной II вместе с другими гербами городов Рязанского наместничества (ПСЗРИ, 1779, Закон № 14884). В приложении к Закону № 14884 «Рисунки гербов Рязанского наместничества» указана более ранняя дата Высочайшего утверждения герба — 29 марта (9 апреля) 1779 года. Вероятнее всего, ранняя дата — ошибка, которая появилась в приложении «Полного собрания законов Российской империи» в 1843 году при составлении специального тома с литографированными изображениями всех городских и губернских гербов.
Подлинное описание герба Касимова гласило:
В верхней части герб Рязанского наместничества — «серебряной мечъ и ножны, положенные на крестъ, надъ ними зеленая шапка, какова на Князѣ въ Намѣстническомъ гербѣ».

«Во 2-й части въ голубомъ полѣ корабельное основаніе, означающее, что изъ сего мѣста доставляются къ строенію корабельному принадлежащіе лѣса».
Герб Касимова был составлен в Герольдмейстерской конторе под руководством герольдмейстера статского советника А. А. Волкова.
В 1864 году, в период геральдической реформы Кёне, был разработан проект нового герба уездного города Касимова Рязанской губернии (официально не утверждён):
«В лазоревом щите три золотых бревна. В вольной части герб Рязанской губернии. Щит увенчан серебряной стенчатой короной и окружён золотыми колосьями, соединёнными Александровской лентой».
В советский период исторический герб Касимова в официальных документах не использовался.
16 декабря 1997 года решением Касимовского районного Совета депутатов был утверждён герб Касимовского района, который был создан на основе исторических гербов Касимова и Елатьмы (1779 года) и имел следующее описание: «В лазоревом (синем, голубом) поле — серебряная волнистая перевязь, сопровождаемая вверху золотым корабельным основанием, обращённым косвенно к сердцу щита, а внизу — серебряным парусом с золотыми верёвками и серебряным флажком о двух косицах, обращенным вправо, на серебряной мачте; в золотой вольной части со скруглённым углом — старинная зелёная княжеская шапка, имеющая чёрную соболью опушку, над которой укреплено золотое украшение („городок“) с лазоревым самоцветным камнем».
Герб района был разработан Сергеем Афониным, Николаем Самочадиным, Геннадием Грязновым. Автор рисунка герба — Михаил Шелковенко.
19 мая 1998 года был утверждён герб Касимова, разработанный на основе исторического герба города 1779 года художником Михаилом Шелковенко совместно с касимовским художником Владимиром Мурашовым.
В 2012 году герб города был увенчан муниципальной короной о пяти зубцах с золотым обручем, украшенным самоцветами (в знак того, что Касимов в древности был центром Касимовского царства (ханства).
6 октября 2003 года Банком России была выпущена памятная монета номиналом 10 рублей, из серии Древние города России, на реверсе которой изображён герб Касимова.